# Julián Álvarez
Julián Álvarez (Río Segundo, 31 januari 2000) is een Argentijns voetballer die doorgaans als aanvaller speelt. Hij verruilde Manchester City in 2024 voor Atlético Madrid, dat circa 75 miljoen euro betaalde. Álvarez debuteerde in 2021 in het Argentijns elftal, waarmee hij in 2022 wereldkampioen werd. Álvarez wist met twee verschillende clubs de belangrijkste continentale clubcompetitie te winnen; namelijk de UEFA Champions League met Manchester City en de CONMEBOL Libertadores met River Plate.

## Clubcarrière

### River Plate
Álvarez sloot zich in 2016 aan bij het Argentijnse River Plate. Voordien ging hij ook testen bij Boca Juniors en Real Madrid. Tijdens het seizoen 2018/19 werd de aanvaller bij het eerste elftal gehaald door Marcelo Gallardo. Op 27 oktober 2018 debuteerde hij in de Primera División, tegen Aldosivi (1–0 zege). Een week later startte hij in de basiself voor het competitieduel tegen Estudiantes die met 0–1 verloren werd. Op 9 december 2018 won River Plate in het Bernabéu de finale van de Copa Libertadores tegen aartsrivaal Boca Juniors. Álvarez mocht in de verlenging invallen voor Exequiel Palacios. Hij was op 17 maart 2019 voor het eerst trefzeker in het betaald voetbal; hij verzorgde de openingstreffer in een 3–0 overwinning in het competitieduel met Independiente. Op 22 december 2018 speelde hij de volledige wedstrijd in de strijd om de derde plaats van het WK voor clubs tegen Kashima Antlers (4–0) zege. River Plate had op 23 november 2019 de kans om zijn Copa Libertadores-titel te prolongeren, maar de finale werd met 1–2 verloren van Flamengo. Álvarez speelde in deze wedstrijd twintig minuten mee. Drie weken later won River Plate wel de finale van de Copa Argentina, met 3–0 van Central Córdoba. Álvarez kwam als vervanger van Rafael Borré binnen de lijnen en maakte de 3–0. Álvarez scoorde ook in een 5–0 overwinning op Racing Club in de strijd om de Supercopa Argentina op 5 maart 2021.
Op 18 oktober 2021 maakte Álvarez zijn eerste hattrick, tegen San Lorenzo in de competitie (3–1). Dit overtrof hij op 8 november 2021, toen hij vier treffers voor zijn rekening nam bij een 5–0 competitiezege op Patronato. Álvarez scoorde op 19 december 2021 twee keer in de finale van de Trofeo de Campeones de la Liga Profesional tegen Colón (4–0). In het seizoen 2022 scoorde hij nog twee hattricks voor River Plate in de Copa de la Liga, in de wedstrijden tegen Patronato (4–1) en Sarmiento (7–0). Op 26 mei 2022 werd hij de tweede speler ooit mes zes doelpunten in één Copa Libertadores-wedstrijd, bij een 8–1 zege op Alianza Lima in de groepsfase. Juan Carlos Sánchez lukte dat al in april 1985. Álvarez speelde op 7 juli 2022 zijn laatste wedstrijd voor River Plate. Die dag werd River Plate door Vélez Sarsfield uitgeschakeld in de achtste finales van de Copa Libertadores.

### Manchester City
Op 31 januari 2022 werd bekend dat Álvarez een contract tot medio 2027 tekende bij Manchester City, dat zo'n 17 miljoen euro neerlegde. Het restant van het seizoen 2021/22 speelde Álvarez wel voor River Plate, op huurbasis. Op 30 juli 2022 scoorde Álvarez bij zijn officiële debuut voor Manchester City, tegen Liverpool FC in de strijd om de Community Shield, die Manchester City toch met 3–1 verloor. Hij was die dag ingevallen voor Riyad Mahrez. Een week later verving hij Erling Haaland tegen West Ham United om te debuten in de Premier League. Álvarez maakte op 31 augustus 2022 zijn eerste doelpunten in het shirt van Manchester City. Hij startte die dag voor het eerst in de basiself en maakte de laatste twee doelpunten bij een 6–0 overwinning op Nottingham Forest. Een week later maakte hij zijn internationale debuut voor Manchester City bij een 0–4 zege op Sevilla FC als vervanger van Haaland. Op 5 oktober 2022 scoorde Álvarez voor het eerst in de UEFA Champions League, tegen FC Kopenhagen (5–0). Met Manchester City won Alvarez in de jaargang 2022/23 de treble (competitie, beker en Championsleague). Het was het beste seizoen in de clubgeschiedenis. Een jaar later werd de aanvaller opnieuw Engels landskampioen met zijn ploeg en werd eveneens de UEFA Supercup gewonnen.

### Atlético Madrid
Alvarez tekende op 12 augustus 2024 een contract tot medio 2023 bij Atlético Madrid, de nummer vier van het voorgaande seizoen in de Primera División. Atlético betaalde direct circa 75 miljoen euro voor Álvarez aan Manchester City. Dat bedrag kon door bonussen nog oplopen tot circa 95 miljoen. Atlético Madrid was na het vertrek van Memphis Depay en Álvaro Morata op zoek naar nieuwe aanvallers.

## Clubstatistieken
| Seizoen         | Club            | Competitie       | Competitie | Competitie | Beker | Beker | Continentaal | Continentaal | Overig | Overig | Totaal | Totaal |
| Seizoen         | Club            | Competitie       | Wed.       | Dlp.       | Wed.  | Dlp.  | Wed.         | Dlp.         | Wed.   | Dlp.   | Wed.   | Dlp.   |
| --------------- | --------------- | ---------------- | ---------- | ---------- | ----- | ----- | ------------ | ------------ | ------ | ------ | ------ | ------ |
| 2018/19         | River Plate     | Primera División | 5          | 1          | 4     | 0     | 3            | 1            | 1      | 0      | 13     | 2      |
| 2019/20         | River Plate     | Primera División | 7          | 0          | 4     | 1     | 4            | 0            | 1      | 1      | 16     | 2      |
| 2020            | River Plate     | Primera División | 0          | 0          | 10    | 1     | 10           | 5            | 0      | 0      | 20     | 6      |
| 2021            | River Plate     | Primera División | 21         | 18         | 17    | 3     | 10           | 2            | 2      | 3      | 50     | 26     |
| 2022            | River Plate     | Primera División | 5          | 3          | 13    | 9     | 8            | 6            | —      | —      | 26     | 18     |
| Club totaal     | Club totaal     | Club totaal      | 38         | 22         | 48    | 14    | 35           | 14           | 4      | 4      | 125    | 54     |
| 2022/23         | Manchester City | Premier League   | 12         | 3          | 1     | 1     | 6            | 2            | 1      | 1      | 20     | 7      |
| Club totaal     | Club totaal     | Club totaal      | 12         | 3          | 1     | 1     | 6            | 2            | 1      | 1      | 20     | 7      |
| Carrière totaal | Carrière totaal | Carrière totaal  | 50         | 25         | 49    | 15    | 41           | 16           | 5      | 5      | 145    | 61     |

Bijgewerkt op 13 december 2022.

## Interlandcarrière
Álvarez nam met Argentinië –20 in 2019 deel aan het Zuid-Amerikaans kampioenschap –20 en het WK –20. Op het Zuid-Amerikaans kampioenschap scoorde Álvarez één keer, tegen Colombia, en eindigde Argentinië als tweede. Op het WK scoorde hij ook één keer, in het groepsduel met Zuid-Afrika, en strandde Argentinië in de achtste finales op strafschoppen tegen Mali.
Op 4 juni 2021 debuteerde Álvarez voor het Argentijns voetbalelftal, onder leiding van Lionel Scaloni in de WK-kwalificatiewedstrijd tegen Chili (1–1). Na een uur spelen betrad hij de lijnen voor Ángel Di María. Een paar weken later nam hij met Argentinië deel aan de Copa América 2021. Hij kwam enkel in actie in de laatste groepswedstrijd tegen Bolivia (4–1 winst), als vervanger van Papu Gómez. Argentinië kroonde zich op dat toernooi voor een eerste keer sinds 1993 als Zuid-Amerikaans kampioen door in de finale met 1–0 te winnen van Brazilië. Álvarez startte op 30 maart 2022 voor het eerst in de basis bij het nationale elftal en die dag was hij ook voor het eerst trefzeker, in het WK-kwalificatieduel met Ecuador (1–1). Hij maakte op 1 juni 2022 speelminuten in de met 3–0 gewonnen strijd om de Finalissima als vervanger van Lautaro Martínez. In november 2022 werd hij opgenomen in de selectie voor het WK 2022. Álvarez moest het in de eerste twee groepswedstrijden doen met een plek op de reservebank, maar scoorde vervolgens als basisspeler tegen Polen en in de achtste finale tegen Australië. In de halve finale tegen Kroatië scoorde hij twee keer, waardoor hij zijn team aan een 3–0 zege en een plaats in de finale tegen Frankrijk hielp. Deze finale won het elftal ten slotte met een 4-2 eindstand na strafschoppen, waardoor hij en zijn team wereldkampioen werden.
In 2024 nam Alvarez voor de tweede maal in zijn loopbaan met zijn land deel aan de Copa América, dat ditmaal plaatsvond in de Verenigde Staten. De aanvaller kwam twee van de drie groepswedstrijden in actie en was hierin tweemaal trefzeker. Vervolgens wist hij in de knock-outfase het net ook eenmaal te vinden, namelijk de openingstreffer in de halve finale tegen Canada. Op 15 juli trad Argentinië in de finale aan tegen Colombia. Het duel werd na verlenging met 1-0 gewonnen, waardoor Alvarez zijn tweede Copa América-winst op zijn naam kon schrijven. 

## Erelijst
| Competitie                     |             |             |             |             |
| Competitie                     | Aantal      | Jaren       |             |             |
| River Plate                    | River Plate | River Plate | River Plate | River Plate |
| ------------------------------ | ----------- | ----------- | ----------- | ----------- |
| CONMEBOL Libertadores          | 1           | 2019        |             |             |
| CONMEBOL Recopa                | 1           | 2019        |             |             |
| Primera División               | 1           | 2021        |             |             |
| Copa Argentina                 | 1           | 2018/19     |             |             |
| Trofeo de Campeones de la Liga | 1           | 2021        |             |             |
| Supercopa Argentina            | 1           | 2019        |             |             |
| Manchester City                |             |             |             |             |
| UEFA Champions League          | 1           | 2022/23     |             |             |
| UEFA Super Cup                 | 1           | 2023        |             |             |
| FIFA Club World Cup            | 1           | 2023        |             |             |
| Premier League                 | 1           | 2022/23     |             |             |
| FA Cup                         | 1           | 2022/23     |             |             |
| Argentinië onder 23            |             |             |             |             |
| CONMEBOL Preolímpico           | 1           | 2020        |             |             |
| Argentinië                     |             |             |             |             |
| FIFA-wereldkampioenschap       | 1           | 2022        |             |             |
| CONMEBOL Copa América          | 1           | 2021        |             |             |
| CONMEBOL–UEFA Cup of Champions | 1           | 2022        |             |             |

## Trivia
- La Araña (Nederlands: de spin) is de bijnaam van Álvarez. Op heel jonge leeftijd kon hij al zo goed dribbelen alsof het leek dat hij meer dan twee benen had. Een van zijn broers gaf hem toen de bijnaam 'la Arañita', wat de kleine spin betekent. Wanneer Álvarez scoort, viert hij soms zijn doelpunten met zijn handen in dezelfde houding zoals de stripfiguur Spider-Man wanneer hij spinnenwebben schiet.[8]